# NGC 6889
NGC 6889 é uma galáxia espiral barrada (SBbc) localizada na direcção da constelação de Telescopium. Possui uma declinação de -53° 57' 24" e uma ascensão recta de 20 horas, 18 minutos e 53,3 segundos.
A galáxia NGC 6889 foi descoberta em 9 de Junho de 1836 por John Herschel.